# エルヴァ (自動車)
エルヴァ（Elva ）はイギリスに存在したレーシングチーム・自動車メーカーである。メーカー名はフランス語の「彼女は行く」（Elle va ）の意。
フランク・ニコルズによりエルヴァ・エンジニアリングとして設立され、1960年頃の財政危機に際してエルヴァ・カーズに改組し、1964年にトロージャン・ランブレッタ・グループの傘下に入った。

## Mk1
設計者フランク・ニコルズは1954年にフォード製エンジンを改造し、全輪独立懸架の多鋼管フレームに載せたレーシングカーを製作しCSMスペシャルと名付けた。
最初にエルヴァの名称がついたのは1955年のエルヴァMk1からである。フォード10ポピュラー用のボアφ63.5mm×ストローク92.5mmで1,172cc直列4気筒エンジンを多鋼管フレームに搭載した。このエンジン自体は当時安価で入手しやすかったこともあって小規模のチューニングをしてレーシングカーに多用されたものだが、エルヴァはSVに飽き足らずマック・ウィッツとハリー・ウェスレイクの協力のもとOHVに改造した。ボディーは当時の大勢に沿ってアルミニウム合金板を手で叩いて空力的にしたもの。2台を製作した後フロントサスペンションを改変したMk1Bを製作した。

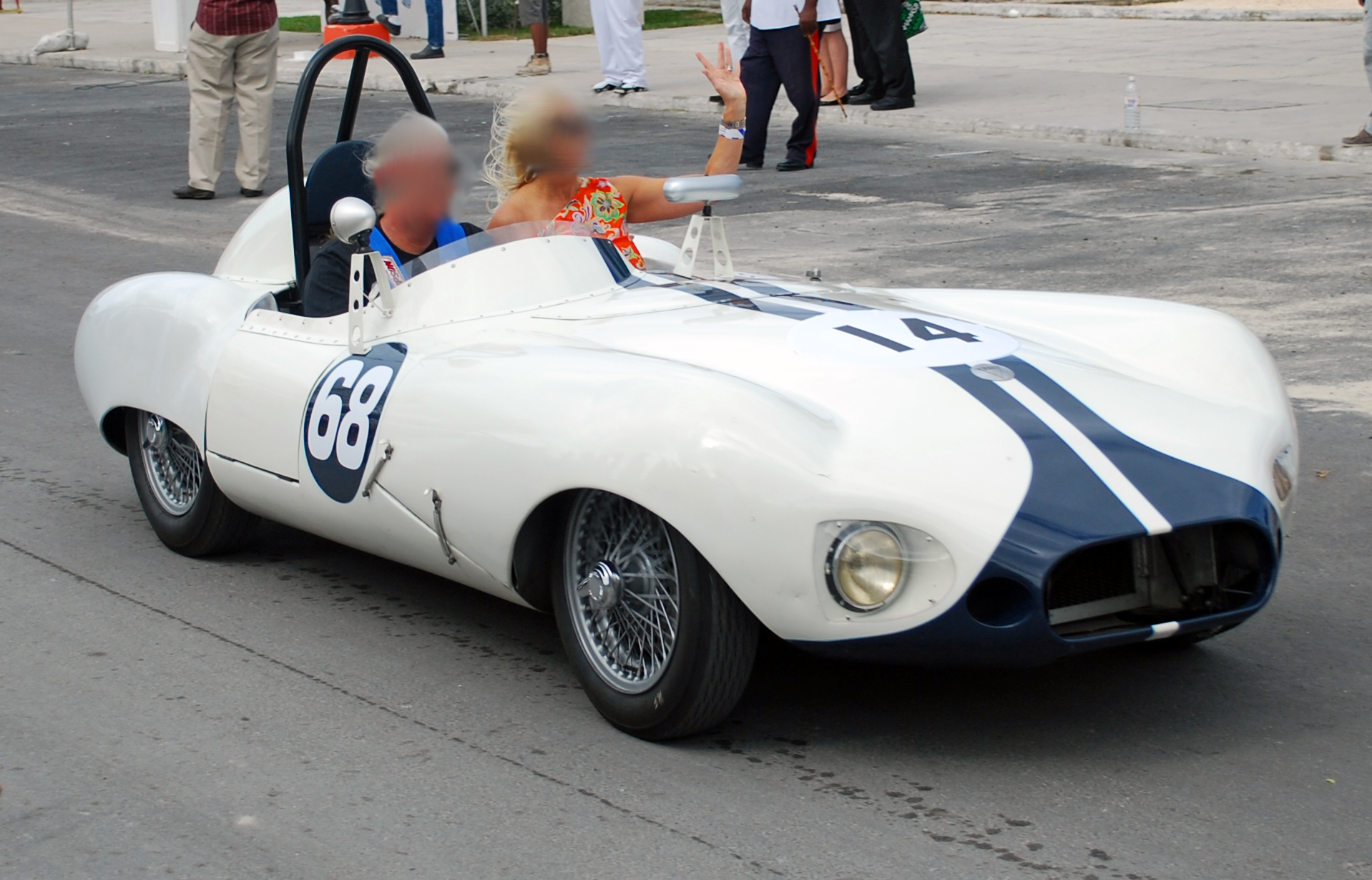
Mk2

## Mk2
1956年、エルヴァは当時新奇な方式と見られていたド・ディオンアクスルをリアに採用したMk2を製作し、アーチー・スコット=ブラウン等がかなりの成績を残した。

## Mk3
1957年発表。コヴェントリー・クライマックス製FWA1,098ccDOHC直列4気筒、またはバタワース水平対向4気筒1,986ccを選択できるようになった。FWAは標準74HP/6,250rpm、ステージ2チューン仕様で83HP/6,800rpm。

## Mk4
1958年発表。試作車はアルファロメオ・ジュリエッタ・スプリントヴェローチェ用1,290ccを搭載したが生産車ではコヴェントリー・クライマックス製FPF1,475ccSOHCやBMCのBシリーズも選択できるようになっていた。FPFはボアφ72.25mm×ストローク66.75mm、圧縮比9.8、SU製H4ツインキャブレターで85HP/6,800rpm、10.2kgm/4,400rpm、最高速度は195km/h。MG・MGA用4速マニュアルトランスミッション、ロッキード製インボード式ドラムブレーキ。全長3,500mm、全幅1,570mm、全高990mm、ホイールベース2,200mm。トレッド前後とも1,220mm、最低地上高130mm、車重412kg。
ただしまだワンオフ的な生産状況であり、ガーリング製ディスクブレーキを装備した個体も多数ある等上記の仕様は標準的な一例に過ぎない。

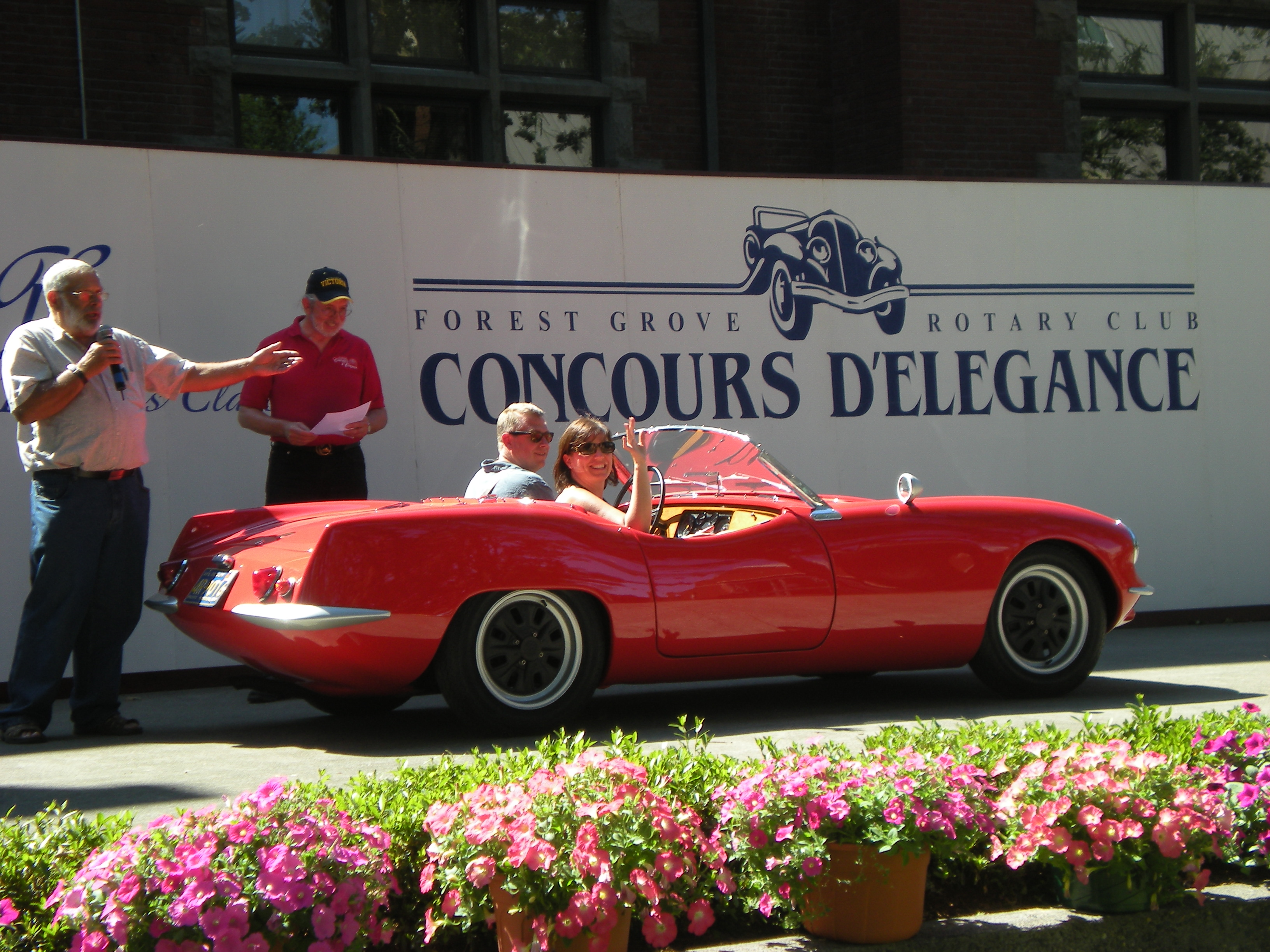
クーリア

## クーリア
1958年1月発表のスポーツカー。

## Mk5/フロントエンジンFJ
1959年にMk5を発表。
また基本設計は同一のFJシャシを発売し、これがイギリス初の市販FJシャシとなった。全長3,696mm。ホイールベース2,261mm。ブレーキはロッキード（現APレーシング）製φ254mmドラム。エンジンはDKW製2ストローク3気筒ボアφ78.2mm×ストローク76.0mm=1,097cc、デロルト製φ35mmトリプルキャブレターで85hp/5,500rpm。特別華々しい成績は伴わなかったが、待望されていたイギリス製市販FJマシンで900ポンドと安価だったこともあって好評を博し、1961年末までにMk5とフロントエンジンFJを併せると180台以上を販売した。

## ミッドシップFJ
フロントエンジンFJから大幅に小型化され、全長3,378mm、全幅1,372mm、全高737mm、ホイールベース2,210mm。最低地上高102mm。オリジナルマシンはBMC製Aシリーズボアφ64.4mm×ストローク76.2mm=992.8cc、SU製H4φ38mmツインキャブレターで75-80hp/7,500rpmのエンジンを搭載した。トランスミッションはフォルクスワーゲン製のケースに自社製4速を組み込んだもの。ブレーキはロッキード製φ229mmドラム。
1960年のブリティッシュ・エンパイヤ・トロフィーに初投入され、3位入賞。

## Mk6
フロント2分割ラジエーターが特徴のミッドシップスポーツカー。
1961年12月26日に行なわれたブランズハッチ・ボクシング・デイ・ミーティングに出場したクリス・アッシュモアがグラハム・ヒルのフェラーリに肉薄し、しばしばコーナーで追い抜く善戦を見せ、2位以下を大きく引き離し2位入賞。

## Mk7
キース・マースデン設計。Mk6の構成を多少簡略化してある。1963年のレーシングカーショーで発表された。

## エルヴァ・ポルシェ
Mk7のシャシにポルシェ547/5型エンジンを搭載した。

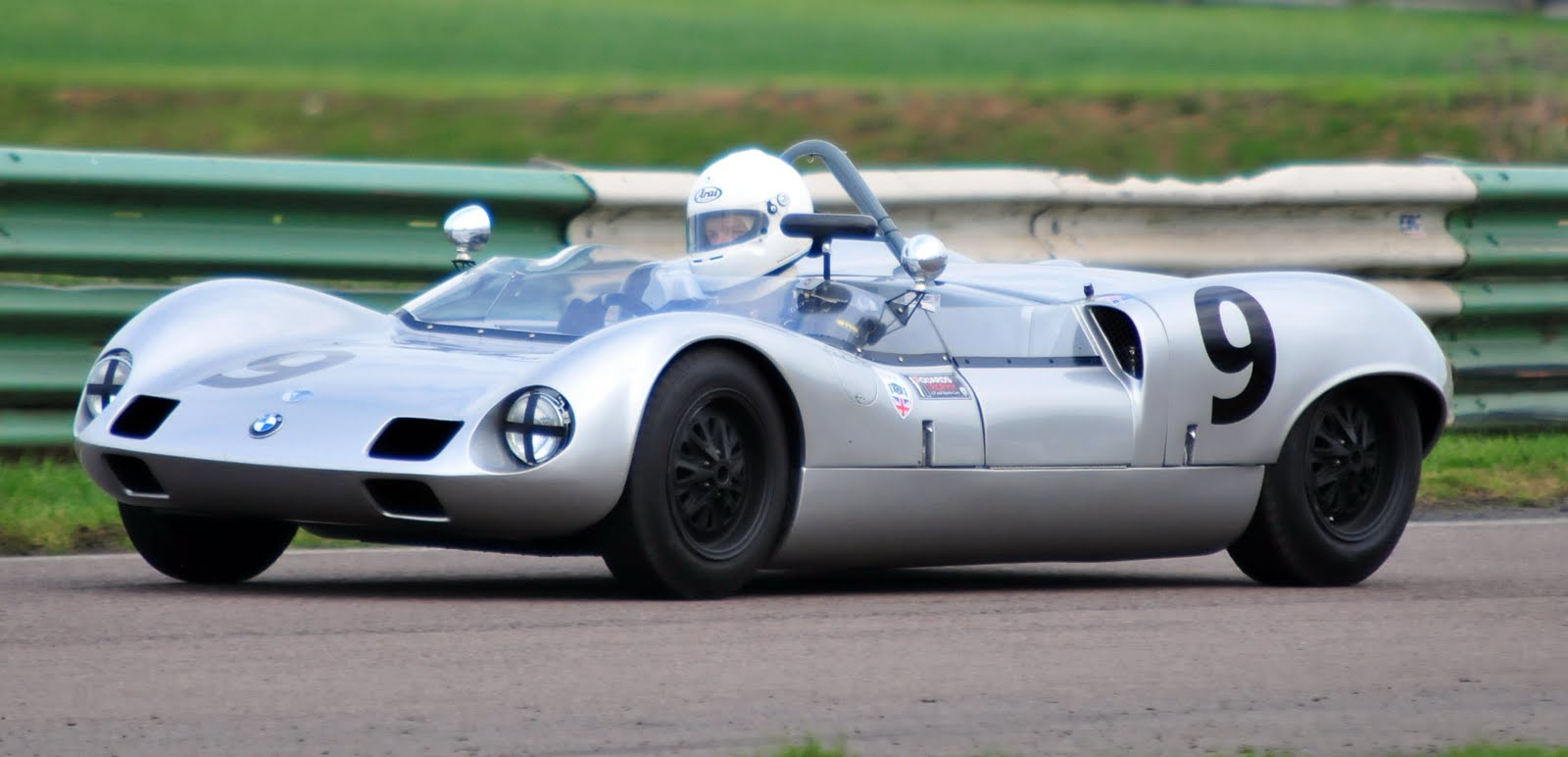
BMWエンジンを搭載したMk8

## Mk8
キース・マースデン設計。1964年のレーシングカーショーで発表された。
フォード製997cc、1,150cc、1,650cc、ロータス・フォード1,558cc、BMW製1,991cc、ポルシェ製1,966cc、コヴェントリー・クライマックス1,098cc、1,220ccなど多彩なエンジンが用意された。

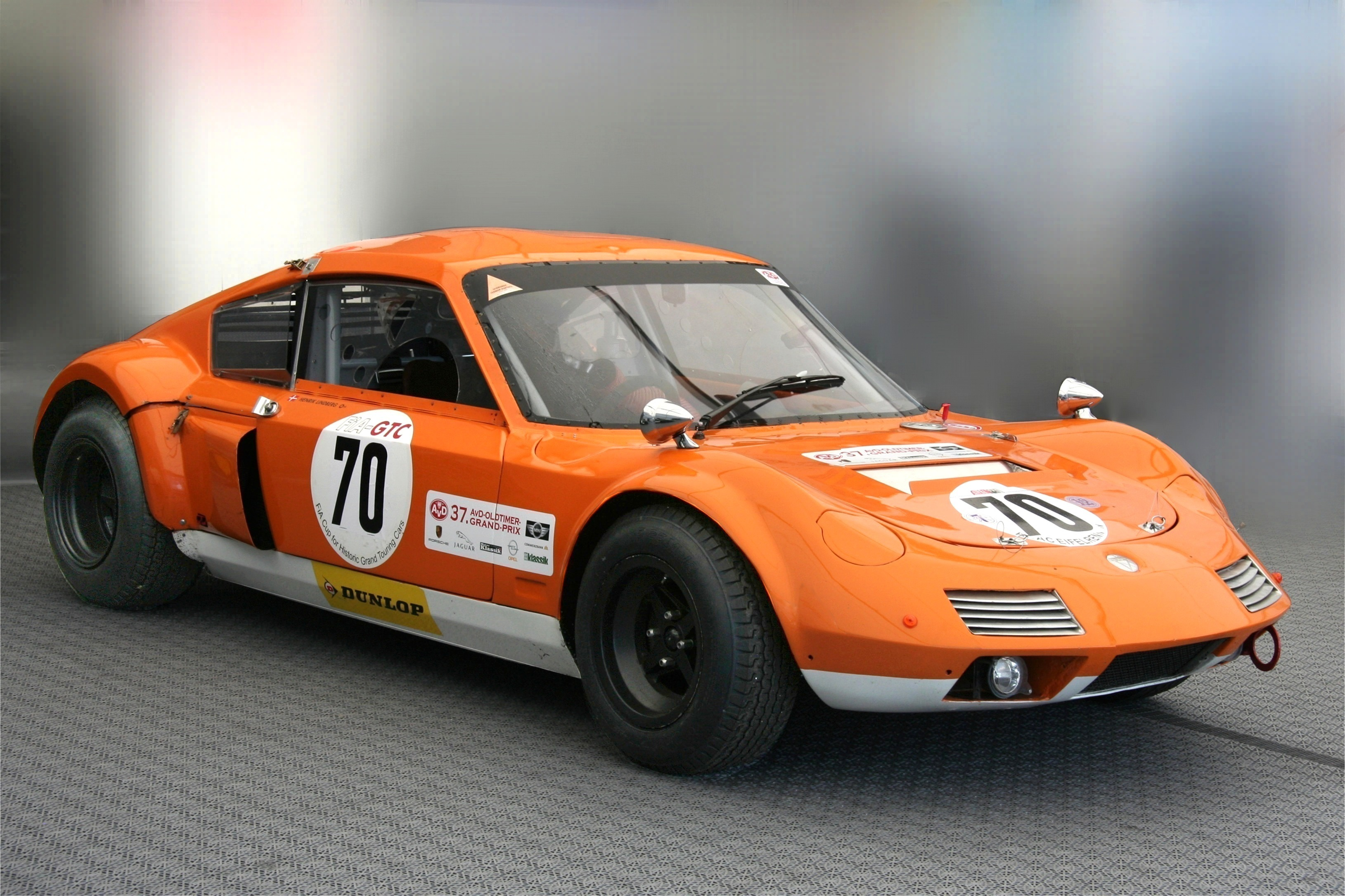
160

1966年に製造中止になった。

## 160
Mk7をベースとしBMW製ボアφ89mm×ストローク80mm=1,991cc、185hp/7,200rpmエンジンをミッドシップで搭載したファストバックGT。社名は最高速度の160mph（約257km/h）に由来する。車重は554kgに過ぎない。ボディデザインはフランスのフィオーレ、製作はイタリアのフィッソーレが担当したことから「英・独・仏・伊合作車」と宣伝されたが、イギリス政府の輸入税が高く支払えなかったことから5台しか生産できなかった。
リチャード・ロッツレイ（Richard Wrottesley ）とトニー・ランフランチ（Tony Lanfranchi ）の運転で1965年のル・マン24時間レースプロトタイプ2,000ccクラスに出場したが、スピンに悩まされた末3時間あまり、29周でクラッチトラブルによりリタイヤとなった。

## マクラーレン・エルヴァ
自製レーシングカーを企画していたブルース・マクラーレンからトロージャン・ランブレッタ・グループがカナディアン-アメリカン・チャレンジカップ用グループ7レーサー製作委託を受けて製作した。当初オールズモビル製V型8気筒3.9リットルで315hpのエンジンが搭載されたが後に4.44リットルで355hp、5.5リットルで500hpと大排気量エンジンに置換されるとともにエルヴァの文字を落とし、単に「マクラーレン」と呼ばれるようになった。